# Havelockia festina
Havelockia festina is een zeekomkommer uit de familie Phyllophoridae.
De wetenschappelijke naam van de soort werd in 1908 gepubliceerd door René Koehler & Clément Vaney.